# Pentoo

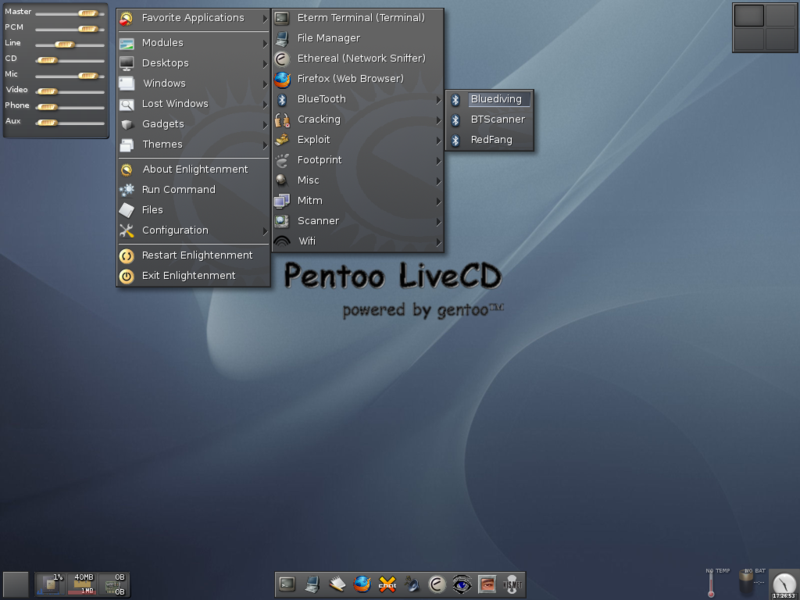
Pentoo

Pentoo est une distribution Linux disponible en live CD et live USB. Elle est particulièrement utilisée dans le cadre de tests d'intrusion et de sécurité et basée sur la distribution Linux Gentoo.
Pentoo 2022.0  est la dernière version, sortie le 7 février 2022 et disponible en 64 bits.